# 費爾奧克斯 (印地安納州)
費爾奧克斯（英語：Fair Oaks）是位於美國印地安納州傑斯帕縣的一個非建制地區。該地的面積和人口皆未知。